# Quercus agrifolia
Espèce
Classification phylogénétique
Le Chêne de Californie (Quercus agrifolia) est un chêne à feuillage persistant que l'on peut trouver dans les régions côtières de Californie du comté de Mendocino jusqu'au nord de la Basse-Californie au Mexique. Il est classé dans la section des chênes rouges (Quercus section Lobatae).

## Description

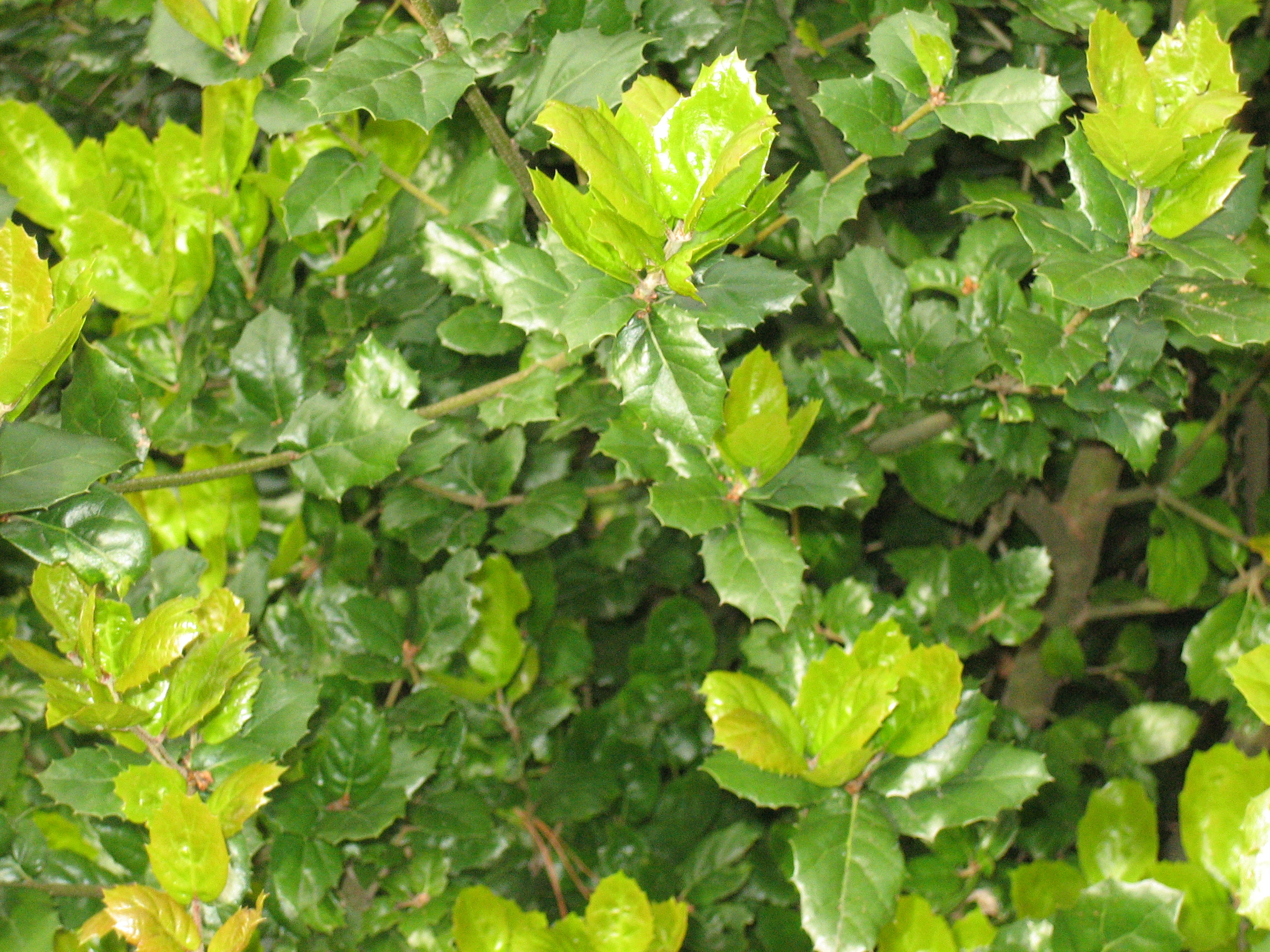
Détail du feuillage.

Il possède généralement un tronc très ramifié et atteint une hauteur de 10 à 25 mètres à l'âge adulte. Certains spécimens peuvent arriver à l'âge de 250 ans, avec un diamètre du tronc supérieur à 3 ou 4 mètres, comme les spécimens du domaine de Filoli dans le comté de San Mateo. Le tronc peut être très plissé, massif et noueux. C'est particulièrement le cas pour les sujets anciens. La couronne de l'arbre est largement arrondie et dense, spécialement lorsqu'il a entre 20 et 70 ans; plus tard le tronc et les branches sont mieux définies et le feuillage est moins dense.
Les feuilles sont vert sombre, ovales, souvent de forme convexes, mesurent 2 à 7 cm en longueur et 1 à 4 cm en largeur ; le bord de la feuille est épineux et denté, avec des fibres acérées qui partent des nervures latérales de la feuille. Les couches externes de la feuille sont disposées de telle façon que l'absorption solaire est maximum, contenant deux ou trois couches de cellules photosynthétiques.